# Aberlady Parish Church

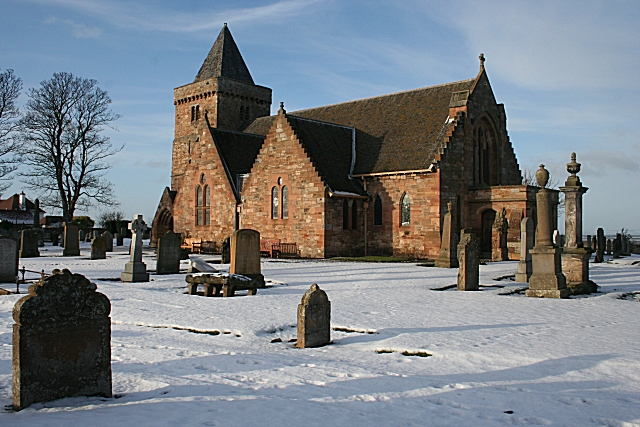
Aberlady Parish Church

Die Aberlady Parish Church ist ein Kirchengebäude der presbyterianischen Church of Scotland in der schottischen Ortschaft Aberlady in der Council Area East Lothian. 1971 wurde das Gebäude in die schottischen Denkmallisten in der höchsten Kategorie A aufgenommen.

## Geschichte
In der Umgebung des Standortes befand sich bereits seit frühchristlichen Zeiten ein religiöses Zentrum. So siedelten wahrscheinlich seit dem 7. Jahrhundert Culdeer nahe dem heutigen Luffness House. Im späten 16. Jahrhundert entstand dort eine Festung der Karmeliten. Die ältesten Fragmente der Aberlady Parish Church stammen aus dem 15. Jahrhundert. Im Jahre 1773 wurde das Langhaus abgebrochen und neu aufgebaut. Die aus dem 16. und 17. Jahrhundert stammenden Anbauten an der Nordseite blieben erhalten und wurden entsprechend an der Südseite ergänzt, um zwei vollständige Querschiffe zu bilden. In den 1880er Jahren beauftragte Francis Wemyss-Charteris, 9. Earl of Wemyss den schottischen Architekten William Young mit der Umgestaltung von Gosford House. In diesem Zuge veranlasste er auch die Überarbeitung der Aberlady Parish Church durch Young im Jahre 1886.

## Beschreibung
Die Aberlady Parish Church liegt inmitten des umgebenden Friedhofs abseits der High Street (A198) am Nordwestrand von Aberlady. An der Westseite ragt der noch aus dem 15. Jahrhundert stammende Glockenturm auf. Der Bruchsteinbau gliedert sich in drei Abschnitte, wobei ein Gurtgesims den ersten und zweiten Abschnitt vertikal trennt. Im zweiten Abschnitt ist ein Taubenhaus eingerichtet und Einfluglöcher in das Mauerwerk eingelassen. Darüber befinden sich durch Mittelpfosten getrennte Zwillingsfenster mit Rundbögen. Der Turm schließt mit einer auskragenden Bewehrung, die Teile des schiefergedeckten Pyramidendaches verdeckt. Am Fuß gehen an beiden Flanken flache Vorbauten mit Spitzbogenportalen mit profilierten Laibungen ab.
Im Gegensatz zum Glockenturm besteht das Mauerwerk des jüngeren Langhauses aus Sandsteinquadern, die zu einem Schichtenmauerwerk verbaut wurden. Die Giebel der beiden Querhäuser sind als Stufengiebel gearbeitet. Ungleich der Spitzbogenfenster entlang des Langhauses finden sich dort Rundbogenfenster. Der Charakter der Ostfassade wurde durch Youngs Arbeiten in den 1880er Jahren geprägt. Es tritt ein kurzer einstöckiger Anbau mit Flachdach hervor. Darüber liegt ein schlichtes Maßwerk aus drei Lanzettfenstern, das wahrscheinlich aus dem 18. Jahrhundert stammt. Das Langhaus schließt mit einem schiefergedeckten Satteldach.